# Скользящая средняя (индикатор)

Годовая скользящая средняя на графике РАО ЕЭС в 2004—2008 годах (до окончания торгов по бумаге)

Скользя́щая сре́дняя, скользя́щее сре́днее (англ. moving average, англ. MA) — технический индикатор в основе которого лежит анализ поведения котировок ценной бумаги и их скользящего среднего.
Скользящее среднее — один из старейших и наиболее распространённый индикатор технического анализа, относящийся к трендовым индикаторам.

## Теоретическое обоснование
Скользящая средняя является фильтром низких частот, то есть пропускает низкочастотную активность (долгосрочные циклы и их линии трендов), отсекая высокочастотные — случайные колебания.

## Методика построения
Для использования индикатора одновременно совмещаются графики цены и его скользящей средней.
Вид скользящей средней и период построения (количество временных периодов, по которому осуществляется усреднение; иногда называется порядком или временным окном или длиной) выбирается трейдером на своё усмотрение и зависит от горизонта торговли, волатильности рынка и инструмента.
Причём, в разные промежутки времени могут использоваться различные виды скользящих средних и разные периоды построения.
Выбор данных параметров считается настолько сложным, что стал отдельной ветвью технического анализа.
Однако в общем случае признаётся, что чем больше время прогноза, тем больший порядок необходимо выбрать для скользящей средней, и наоборот.
Для построения и анализа обычно используют любую из общепринятых биржевых цен (открытия, закрытия, максимум, минимум, средняя, средневзвешенная), но обычно используют цену закрытия.

## Торговая стратегия
Наиболее простой является стратегия, при которой инструмент покупается при условии, что график цены пересекает свою скользящую среднюю снизу вверх, и продаётся, когда график цены пересекает график скользящей средней сверху вниз. И то и другое явление называют пробоем.
Кроме того, полагают, что если линия графика цены находится выше скользящей средней, то рынок считается «бычьим», на котором можно покупать, а если наоборот — «медвежьим», предпочтительным для продажи.

## Фильтрация сигналов
Обычно индикатор даёт много ложных сигналов к покупке/продаже.
Для минимизации данного явления применяется несколько методов:
- Решение о покупке/продаже принимается, если между графиками цены и скользящей средней после её пробоя установилось расстояние равное определённому количеству минимальных изменений цены для инструмента[2].
- Решение о покупке/продаже принимается, если после пробоя скользящей средней прошло какое-то установленное время, но тенденция не изменилась[2].
- По методу процентного конверта. Вместо одной скользящей средней строится две линии: одна выше, а другая ниже, отстоящие от рассчитанного скользящего среднего на определённый процент. Решение о покупке принимается после пересечения графиком цены верхней линии снизу вверх и наоборот, решение о продаже принимается после пересечения графиком цены нижней линии сверху вниз[2].
- По методу полосы. Вместо скользящей средней, построенной по цене закрытия, строятся две скользящие средние по максимальной и минимальной цене. Решения принимаются при пересечении этих линий графиком цены аналогичным методу процентного конверта способом[2].

В 1992 году Тушар Шонде (англ. Tushar Chande) разработал адаптивную модель скользящей средней, в которой период построения зависит от волатильности цены — VIDYA.
В 1995 году Перри Кауфман (англ. Perry J. Kaufman) предложил свою версию подобного технического индикатора — Адаптивная скользящая средняя Кауфмана.

## Особенности использования
В общем случае график скользящей средней соотносят с последним значением цены, однако некоторые трейдеры сдвигают его на несколько промежутков вперёд или назад.

## Достоинства
- Любому изменению тренда предшествует прорыв кривой скользящей средней определённого вида, рассчитанного за определённый период[1].
- Полная автоматизация принятия решения[2].
- Наиболее эффективный инструмент при ярко выраженных трендах[2].
- Простота использования и доступность понимания[2].
- Многофункциональность[3].

## Недостатки
- Запаздывание сигнала[1].
- Значительное число ложных сигналов[1], особенно при боковом тренде[2].

## Дополнительные способы использования
Скользящие средние можно применять не только к ряду цен, но и к произвольным рядам, например, к другим индикаторам, интерпретируя результат описанным выше способом.